# Grotte (Sizilien)
Grotte ist eine italienische Gemeinde im Freien Gemeindekonsortium Agrigent in der Autonomen Region Sizilien.

## Lage und Daten
Grotte liegt 19 km nordöstlich von Agrigent. Hier wohnen 5141 Einwohner (Stand 31. Dezember 2023), die hauptsächlich in der Landwirtschaft (Mandeln und Wein) arbeiten.
Die Nachbargemeinden sind Aragona, Campofranco (CL), Comitini, Favara, Milena (CL) und Racalmuto.

## Geschichte
Grotte ist zu griechischer Zeit (s. Magna Graecia) gegründet worden. Der Ort erhielt seinen Namen von den vielen Grotten, die es im Gemeindegebiet gibt.

## Sehenswürdigkeiten
- Pfarrkirche an der Piazza del Popolo
- Carmine Kirche aus dem 16. Jahrhundert
- Rathaus im ehemaligen Karmeliterkloster
- Stammsitz der Familie Vizzini-de' Medici